# 內米里夫斯凱
47°55′23″N 29°44′45″E / 47.92306°N 29.74583°E
內米里夫斯凱（羅馬化：Nemyrivske）是位於烏克蘭西南部的村莊，由敖德萨州波迪利斯克区的巴爾塔市鎮負責管轄。該村處於科德馬河畔，始建於1692年，面積2.84平方公里，海拔高度117米，2001年人口622。